# Lokalbahn Peggau–Übelbach
A Lokalbahn Peggau–Übelbach (ismert még Landesbahn Peggau–Übelbach vagy Übelbacherbahn néven is) egy stájerországi normál nyomtávú regionális vasútvonal.
A vonalat ma a Steiermärkischen Landesbahnen (STLB) üzemelteti. Az üzemfeszültség 15 kV 16,7 Hz váltó, és a  Verkehrsverbund Steiermark (Stájerországi személyközlekedési rendszer) része.

## Története

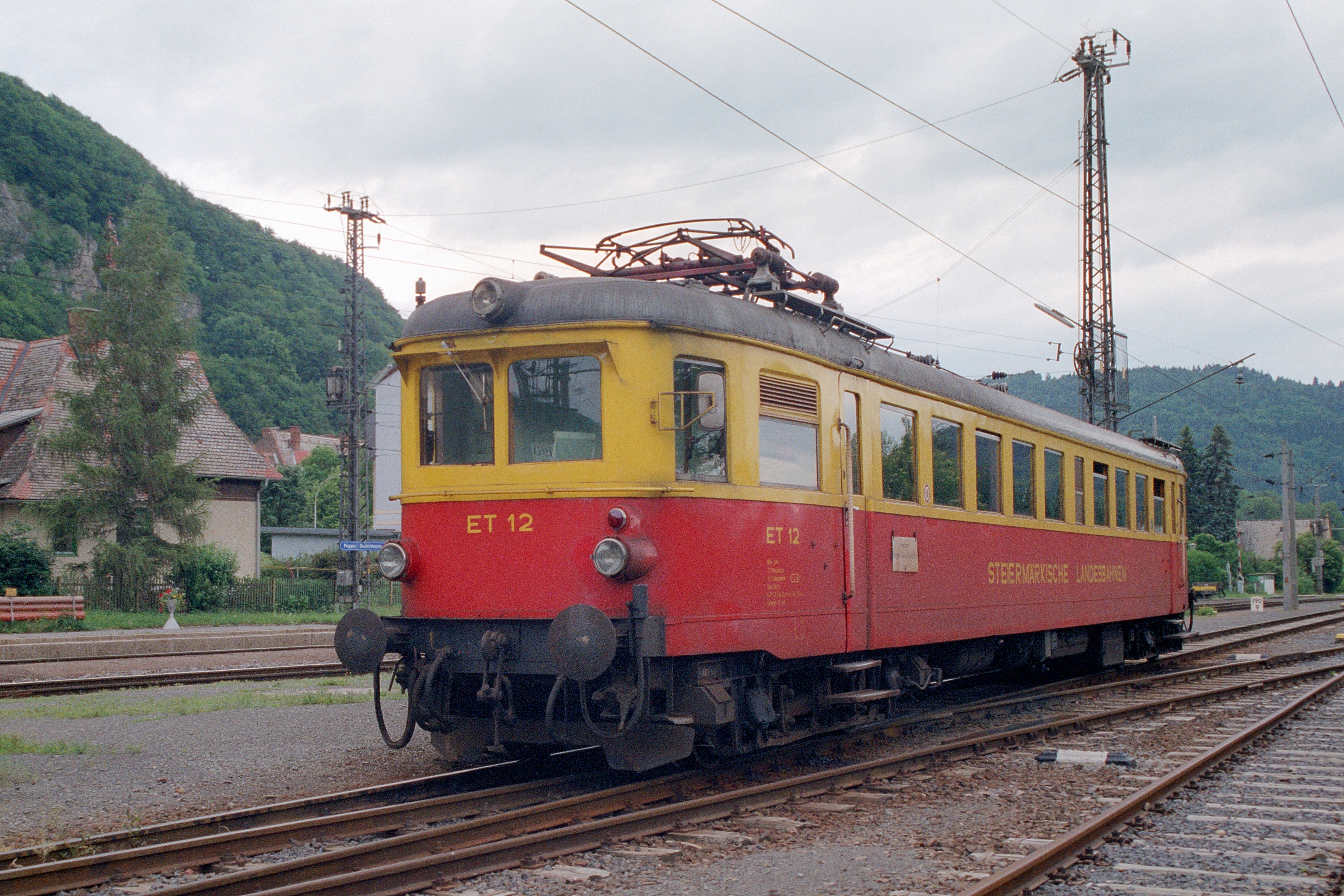
Az ET 12 Peggau-Deutschfeistritz között, 1992

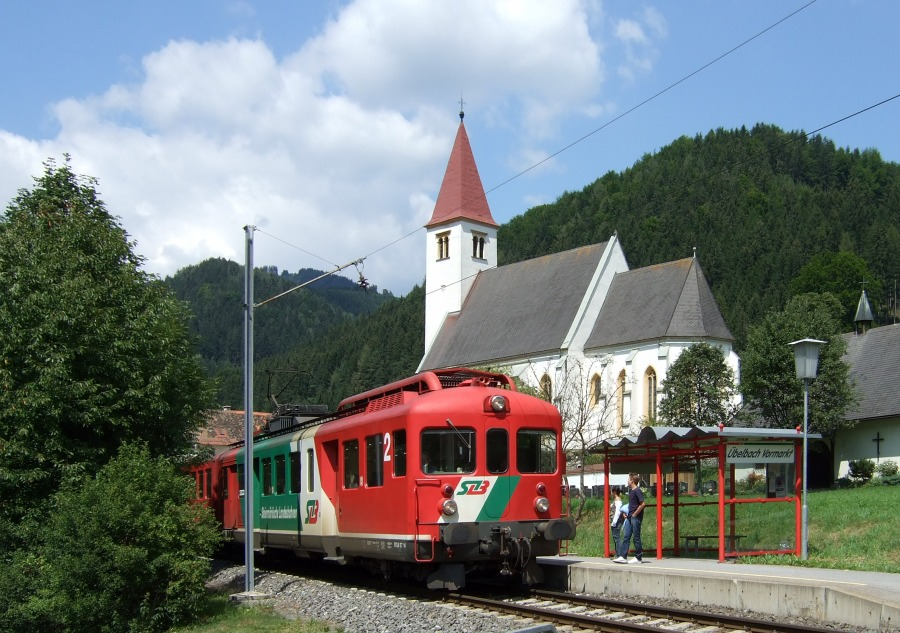
Az StLB ET 14 az „Übelbach Vormarkt“ megállóban

Az übelbachi völgy közlekedésének vasúti fejlesztést nem csak a Guggenbachi Papírgyár erős teherforgalma, hanem Gleinalpe, mint úti cél kényelmesebb elérésének lehetővé tétele is indokolta.. A tervezést  Edmund Schiller már 1895 Február 2-án megkezdte. Előkoncessziót kapott egy villamosított helyi vasútra Peggau Deutschfeistritz, Waldstein és Übelbachon át Kleintalig. 1915 december 20-án  Edler von Fayrer és Dr. Viktor Baldauf koncessziós kapott  a vasútvonal megépítésére. A völgyben lévő lőporgyárak miatt a villamos vontatás választották az energiaellátást az 1908-ban működésbe lépő  peggaui erőmű biztosította.
A vasútvonalat eredetileg, mely a Déli Vasút Stübing állomásától indult, 1919 szeptember 3-án nyitotta meg  az 1918-ban alapított Lokalbahn Peggau–Übelbach részvénytársaság.  Ugyanakkor egy  gőzmozdonny és egy motormotorkocsi összeütközése következtében az  elektromos berendezések jelentősen megsérültek, úgyhogy csak 1920 májusban lehetett a forgalmat újra indítani. Az üzemeltetést a Déli Vasút végezte.
1924 január 24-én az üzemeltetést a BBÖ vette át. Július 1-től az üzemelést a Steiermärkische Landeseisenbahnamt irányítja. 1942  június 30-án a "Lokalbahn Peggau – Übelbach" Részvénytársaságot föloszlatták, az összes részvényt átvette a stájerországi tartomány.
A vonal eredetileg 2200 V=  egyenáramú volt, mely az építés idején a legnagyobb vasúti egyenfeszültség volt Európában, és később ezt  3000 –V-os  rendszerrel  számos országban meghaladták.  Ahogy 1968-ban, a Bruck an der Mur–Graz szakaszt a Déli Vasút részben villamosította, a vonalat az  ÖBB járműfeszültség rendszeréhez  alakították (15 kV 16 ⅔ Hz).
1973-ban konkrét tervek voltak az Übelbacherbahn teljes megszüntetésére, a tervezett Pyhrnautobahn  miatt, mivel az Übelbachbahn nyomvonalát használták volna fel az  autópálya építéséhez. Végül a terv megváltozott, és a tervezett autópálya-csomópontot áthelyezték, így a vasút maradt.
Az 1980-as években a csökkenő utasszám miatt a vasút leállításán gondolkodtak, de a Graz/Steiermark utasegyesület közreműködésének eredményeként új megállók épültek, így a leállítást meg lehetett előzni.  A vasút ezután 40 százalékkal több utast szállított.
Az 1919-ben épült  übelbachi vasútállomás épülete műemléki védelem alatt  áll.

## Fordítás
- Ez a szócikk részben vagy egészben  a   Lokalbahn Peggau–Übelbach című német Wikipédia-szócikk fordításán alapul.  Az eredeti cikk szerkesztőit annak laptörténete sorolja fel. Ez a jelzés csupán a megfogalmazás eredetét és a szerzői jogokat jelzi, nem szolgál a cikkben szereplő információk forrásmegjelöléseként.